# SS-Sammellager Mecheln
Das SS-Sammellager Mecheln in der Dossin-Kaserne befand sich von Juli 1942 bis September 1944 im belgischen Mechelen (deutsch Mecheln; französisch Malines; auch Kamp Mechelen). Es diente als Durchgangslager für die Deportation der Juden und „Zigeuner“ aus Belgien in deutsche Vernichtungslager.

## Geschichte

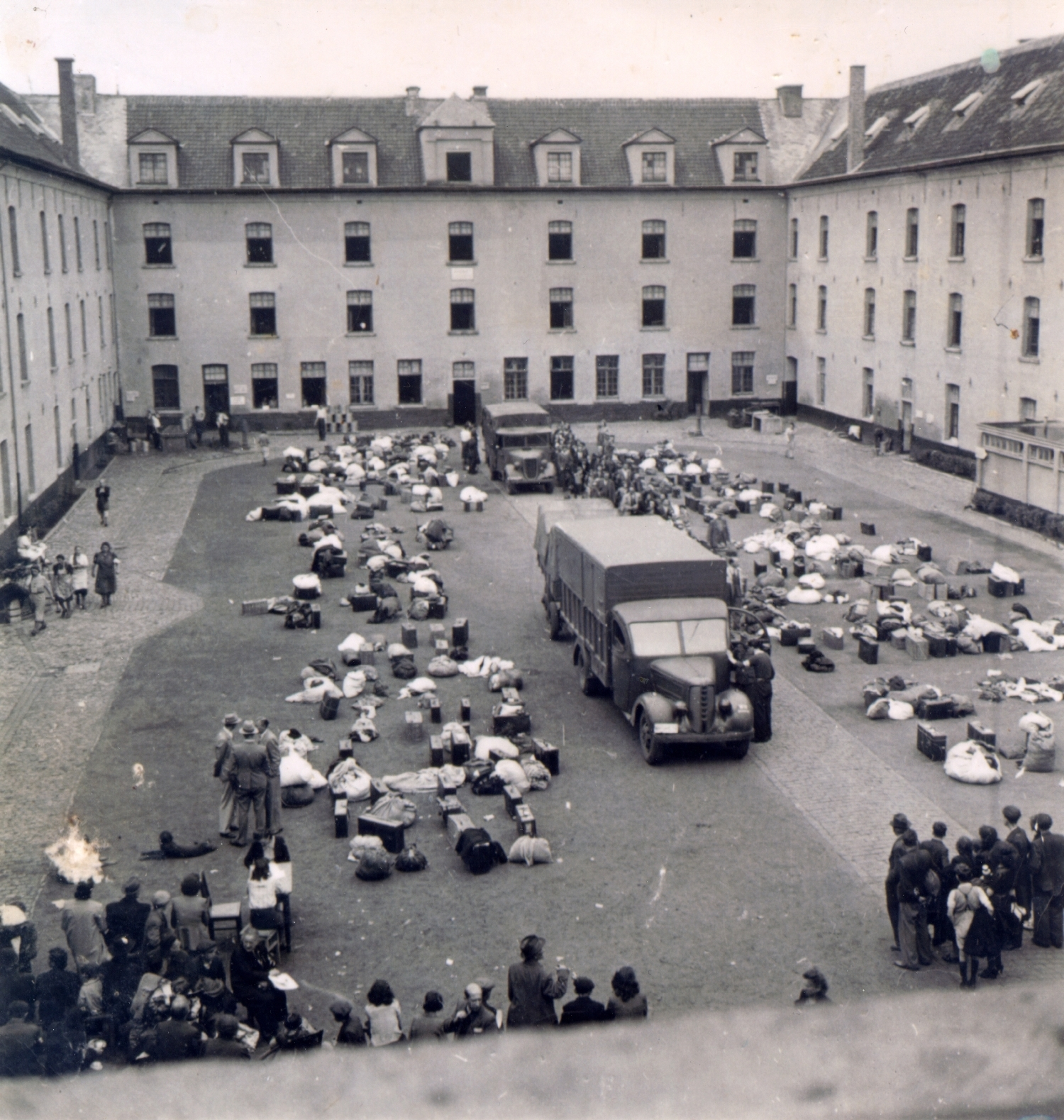
Innenhof der Dossin-Kaserne zur Zeit des Sammellagers

Das Lager wurde von der SS in einer ehemaligen Infanteriekaserne der Österreichischen Niederlande errichtet, die aus mehreren Gründen als Sammellager geeignet war. Erstens handelte es sich um ein geschlossenes Gebäude, zweitens gab es eine Schienenverbindung zum Bahnhof Mechelen, und drittens befindet sich die Stadt Mechelen etwa auf halbem Wege zwischen den Ballungszentren Brüssel und Antwerpen, in denen etwa 90 % der jüdischen Bevölkerung lebte. Der erste Kommandant des Lagers (Juli 1942 bis November 1943) war der SS-Sturmbannführer Philipp Schmitt, gefolgt von Karl Schönwetter.
Während des Holocausts wurden 25.257 Juden und 351 Roma aus Mechelen vor allem in das Vernichtungslager Auschwitz deportiert. Ca. 16.000 der deportierten Personen erhielten dort gar keine Häftlingsnummer, d. h., sie wurden wahrscheinlich unmittelbar nach ihrer Ankunft in Gaskammern ermordet. Lediglich 1207 der Deportierten überlebten den Krieg.
Die Deportationen fanden per Eisenbahn statt, wobei der Befehl lautete, mit einem Transport 1000 Personen zu deportieren. Der Großteil der Transporte (17 von 31) fand zwischen August und Oktober 1942 statt. In einem Zeitraum von hundert Tagen wurden ca. 17.000 jüdische Menschen aus Belgien deportiert. Danach versuchten die meisten Juden, unterzutauchen und sich so der Vernichtung zu entziehen. Insgesamt verzeichnet das Internationale Institut für Holocaust-Forschung in Yad Vashem 31 Transporte ab Mechelen:
- Die Transporte I (4. August 1942) bis XXVI (31. Juli 1944) hatten alle Auschwitz-Birkenau zum Ziel. Am 20. September 1943 verließen zwei Transporte Mechelen, die die Bezeichnung XXII A und XXII B trugen.
- Der Transport E1 vom 23. Februar 1944 trägt den Zusatz „PROTECTED JEWS“ und führte nach Frankreich ins Internierungslager Vittel, als Zwischenstation auf dem Weg nach Auschwitz.
- Der Transport E2 führte am 20. Juni 1944 ebenfalls ins Lager Vittel.
- Der Transport Z1 vom 13. Dezember 1943 ging in das KZ Ravensbrück.
- Der Transport Z3 vom 19. April 1944 trug den Zusatz „HUNGARIAN NATIONALITY“ und führte ins KZ Bergen-Belsen.

Am 19. April 1943 stoppten drei junge Belgier, die Schulfreunde Youra Livchitz, Jean Franklemon und Robert Maistriau, den 20. Transportzug, der 1618 Juden vom Sammellager Mechelen nach Auschwitz-Birkenau transportieren sollte.
Bis zur Befreiung Belgiens im September 1944 gelang es den Deutschen, weitere 8000 Juden zusammen zu treiben. 56 % der ca. 60.000 vor dem Krieg lebenden jüdischen Belgier konnten sich durch Flucht und Untertauchen bis zur Befreiung erfolgreich der Deportation entziehen und so überleben.
Im Gegensatz zu anderen von den Deutschen besetzten Ländern ist die Vernichtung der Juden in Belgien recht gut dokumentiert. Sowohl die Transportlisten, auf denen die Namen der für einen Transport bestimmten Gefangenen vermerkt waren, als auch das Archiv des für die Deportationen zuständigen SS-Sicherheitsdienstes sind vollständig erhalten. Dies ermöglicht es, den gesamten Ablauf der Deportation von Mechelen nach Auschwitz weitgehend zu rekonstruieren.

## Häftlinge in Mechelen
Die Häftlinge aus der Malerwerkstatt
- Felix Nussbaum und seine Frau Felka Platek
- Irene Spicker und ihr späterer Mann Azriel Awret
- Jacques Ochs
- Herbert von Ledermann-Wartberg (* 24. August 1900 in Breslau)

Opfer des VI. Deportationszugs vom 29. August 1942
- Josef Schiffer (8. Juni 1889–31. Dezember 1942, Ermordung in Auschwitz) war Dentist und lebte und arbeitete in Igstadt. Am 15. Juli 1939 floh er nach Antwerpen. Er wurde am 29. August 1942 vom Sammellager Mechelen aus nach Auschwitz deportiert.
- Martha Schiffer (geborene Fried, * 2. Juni 1894 in Nordenstadt). Die Ehefrau von Josef Schiffer floh zusammen mit ihrem Mann nach Antwerpen und wurde auch am gleichen Tag wie er von Mechelen aus deportiert. Ihr Todesdatum ist nicht bekannt.
- Herbert Schiffer (19. Juli 1928 in Igstad–31. Dezember 1942, Ermordung im Arbeitslager Blechhammer bei Cosel) war der Sohn von Josef und Martha Schiffer. Herbert besuchte vom 10. April 1934 bis zum 26. März 1936 die Schule in Igstadt; danach musste er bis zur gemeinsamen Flucht mit seinen Eltern in die neu gegründete jüdische Schule von Igstadt gehen.
- Max Reinemann (* 12. August 1883 in Treuchtlingen) emigrierte nach Belgien und wurde am 29. August 1942 von Mechelen (Malines) ins Arbeitslager Blechhammer bei Cosel deportiert. Er wurde für tot erklärt.
- Sara Kramarz (geborene Blitzer, * 5. Juli 1913 in Chzarnow in Polen). Die verheiratete Krankenschwester war nach ihrer Scheidung als staatenlos erklärt und in Mechelen interniert worden. Von dort wurde sie am 29. August 1942 in das KZ Auschwitz-Birkenau deportiert.

Ehemalige Kölner im Lager Mechelen
- Im Mai 2015 stellte die Gedenkstätte Kazerne Dossin dem NS-Dokumentationszentrum der Stadt Köln (NSDOK) eine Datei mit 259 Datensätzen gebürtiger Kölnerinnen und Kölnern zur Verfügung, die zwischen 1942 und 1944 aus dem Sammellager Mechelen nach Auschwitz deportiert worden waren. Durch eigene Recherchen des NSDOK konnten weitere Deportierte ermittelt werden, „so dass dieser Verfolgtengruppe nun insgesamt 378 Datensätze zugeordnet werden können. Damit ist ein guter Zwischenstand erreicht, wenngleich die Zahl der von Mechelen deportierten Kölner/innen mit einiger Sicherheit deutlich größer gewesen sein dürfte.“[4]

Weitere Häftlinge
- Emma (Emmi) Tarnowski (geborene Glück, * 20. Juni 1907 in Hamburg-Altona – In Auschwitz ermordet) war zusammen mit ihrem Mann Bernhard Tarnowski (* 31. Juli 1910 in Hannover – † 1987 in Brüssel) und zwei Kindern nach Belgien emigriert. Nach dem Einmarsch der Deutschen folgte für Bernhard eine Odyssee durch mehrere Lager in Frankreich, bevor er wieder nach Belgien zurückkehren konnte. Hier lebten die beiden zeitweise im Untergrund, bis dann am 10. August 1943 Emma Tarnowski verhaftet und am 20. September 1943 nach Auschwitz deportiert wurde. Bernhard und die beiden Kinder konnten im Untergrund überleben.[5][6]
- Mala Zimetbaum
- Simon Fisch (* 14. Juni 1875 in Tarnobrzeg (Österreich-Ungarn, heute Polen) – 1943 ermordet in Auschwitz) lebte vor seiner Emigration als Händler in Karlsruhe. 1939 emigrierte er nach Antwerpen. Er wurde am 24. November 1942 in Mechelen interniert und am 15. Januar 1943 nach Auschwitz deportiert.[7]
Außer Simon Fisch wurden zwölf weitere Karlsruher Juden über Mechelen nach Auschwitz (in einem Fall nach Mauthausen) verbracht.[8]
- Régine Krochmal (28. Juli 1920–11. Mai 2012) entkam beim Überfall auf den 20. Deportationszug.[9]
- Elisabeth Klein (geborene Thalheim, * 29. Mai 1901 in Wien – am 11. oder 13. August 1943 im KZ Natzweiler-Struthof ermordet) war die Ehefrau von Kálmán Klein, der mit seiner Familie nach Belgien geflüchtet war. Nach der Besetzung Belgiens durch die deutsche Wehrmacht wurde Kálmán Klein in Brüssel verhaftet und nach Frankreich ausgewiesen, seine Familie verblieb in Belgien. Er selbst kam nach einer Lager-Odyssee schließlich ins Sammellager Drancy. Von dort wurde er am 17. August 1942 ins KZ Auschwitz deportiert, wo er ermordet wurde.
Elisabeth Klein wurde am 13. Februar 1943 in Mechelen interniert; sie „wurde am 19. April 1943 von Mechelen nach Auschwitz deportiert und dort von einem Ahnenerbe-Kommando der SS für die Skelettsammlung des Straßburger Anatomieprofessors August Hirt selektiert. Sie wurde am 30. Juli 1943 ins KZ Natzweiler-Struthof überstellt und dort am 11. oder 13. August 1943 in der Gaskammer ermordet. Ihr Leichnam war für die „Straßburger Schädelsammlung“ vorgesehen“.[10]
- Jeanette Passmann (geborene Vogelsang, * 28. Februar 1878 in Gelsenkirchen – am 11. oder 13. August 1943 im KZ Natzweiler-Struthof ermordet) war mit dem Kaufmann Hermann Passmann (* 11. Juni 1869 in Issum – † 26. Januar 1935 in Roermond). Das Ehepaar hatte zwei Kinder, die beide nach Kanada beziehungsweise in die USA auswandern konnten.
Das Ehepaar Passmann emigrierte im Juli 1934 in die Niederlande, wo Hermann Passmann ein halbes Jahr später verstarb. Nach der Okkupation der Niederlande durch die deutsche Wehrmacht vertraute sich Jeanette Passmann einem Schlepper an, der ihr versprochen hatte, sie in die Schweiz zu bringen. Der Plan scheiterte; Jeanette Passmann wurde unterwegs von der Polizei festgenommen und am 15. Februar 1943 in Mechelen interniert. Am 19. April 1943 folgte von hier aus ihre Deportation nach Auschwitz. Sie überlebte nach der Ankunft am 22. April 1943 die Selektion. „Mit weiteren Frauen aus ihrem Transport wurde Jeanette Passmann in den Block 10 des Stammlagers Auschwitz eingewiesen, einem Ort für medizinische Experimente. Nach einer Selektion durch die SS-Anthropologen Bruno Beger und Hans Fleischhacker im Juni 1943 wurde die 65-Jährige am 30. Juli 1943 mit weiteren 85 Jüdinnen und Juden ins KZ Natzweiler-Struthof gebracht und dort am 11. oder 13. August 1943 in der Gaskammer ermordet.“[11]
- Alfred Löw (15. Dezember 1900 in Markdorf–21. April 1968 in Port Chester) lebte seit 1933 als Friseur in Rüsselsheim. Er heiratete hier 1934 die nicht-jüdische Katharina Reitz verließ 1939 zusammen mit seiner Frau Deutschland. Die beiden wollten ursprünglich nach Südamerika auswandern, verblieben aber zunächst in den Niederlanden und dann in Belgien. Alfred Löw musste Zwangsarbeit im Straßenbau und im Steinbruch leisten und wurde „am 9. Dezember 1942 […] wegen Arbeitsverweigerung und Sabotage verhaftet […]. Ohne Kriegsgerichtsurteil wurde Löw am 11. Januar 1943 dem KZ in Mechelen übergeben, jener Stadt, aus der einst Beethovens Vorfahren kamen und aus der Löw nun zur Vernichtung nach Auschwitz verschleppt werden sollte. Jahrelang von den Nazis durch Europa gejagt, bewahrt ihn nun aber die Ehe mit der katholischen Katharina vor Deportation und Vernichtung […]. Am 25. Juli 1943 wird Löw entlassen, nach Brüssel verwiesen, ohne arbeiten zu dürfen. ‚Nach der Befreiung arbeitete ich von Januar bis Juli 1945 für die Alliierten. Am 27. Juli 1945 fuhr ich nach Deutschland zurück, meine Frau folgte am 5. Oktober.‘“
Die Löws kehrten nach Rüsselsheim zurück. Als Alfred Löw versuchte, von der Stadt eine Wohnung und eine Anstellung zu erhalten, kam es zu Auseinandersetzungen, zunächst mit dem Beigeordneten Schmitt. In einem Schreiben an die Militärregierung berichtet Löw: „Am 27. September sagte Herr Schmitt klar, dass der Stadtverwaltungsapparat keine Verpflichtungen uns gegenüber hätte. Und am 22. Oktober, dass wir die Verantwortlichen für die Machtergreifung durch die Nazis seien. Dass wir Deutschland aufgegeben hätten.“ Bürgermeister Dörfler bestätigt dies der Militärregierung: „Der Beigeordnete hat ihm anlässlich einer solchen unliebsamen Auseinandersetzung klar gemacht, dass die Stadt ihm gegenüber keinerlei moralische Verpflichtungen hätte, da er ja freiwillig Deutschland verlassen hätte.“
Von Februar 1946 bis Juni 1947 arbeitet Alfred Löw als kaufmännischer Angestellter bei Opel. Im März 1948 emigrierten er und seine Frau erneut, diesmal für immer in die USA.[12]
- Hugo Lindheim, seine Frau Mathilde und die gemeinsame Tochter Lore waren Ende 1937, nachdem ihre Möbelfabrik zuvor durch den Wormser Unternehmer Karl Kübel „arisiert“ worden war, von Frankfurt am Main nach Mechelen gezogen. Aufgrund ihrer jüdischen Abstammung wurde die Familie Anfang August 1942 im SS-Sammellager interniert. Mit dem XVIII. Transport wurden sie am 15. Januar 1943 von dort aus nach Auschwitz deportiert.[13]

## Kaserne Dossin – Gedenkstätte, Museum und Dokumentationszentrum
Im Gebäude des ehemaligen Sammellagers befand sich seit 1995 das Jüdische Deportations- und Widerstandsmuseum. Es dokumentierte die Geschichte des Sammellagers und der Verfolgung der Juden in Belgien. Des Weiteren zeigte die Ausstellung die Organisation des „Untertauchens“ durch jüdische und belgische Widerstandsgruppen, sowie u. a. die Geschichte des einzigen Überfalls auf einen Deportationszug.
Zum belgischen Widerstand gehörte auch die Unterstützung der untergetauchten jüdischen Familien (vgl. die Gerechten unter den Völkern).
Seit 2012 ist an die Stelle des Jüdischen Deportations- und Widerstandsmuseums die „Kazerne Dossin – Gedenkstätte, Museum und Dokumentationszentrum für Holocaust und Menschenrechte“ getreten. Die Geschichte des Sammellagers und der Judenverfolgung in Belgien wird in einem Neubau neben der historischen Kaserne präsentiert. Die Ausstellung hat den Anspruch die Geschichte der Judenvernichtung in Belgien in ein Konzept einzubinden, das auch andere Menschenrechtsverletzungen und Genozide zu Sprache bringt. Die Verfolgung und Deportation wird auf einer audio-visuellen Art erzählt. Die Online-Bildbank enthält die verfügbaren Portraits von Opfern und die Deportationslisten.